# نردبام آسمان
نردبام آسمان نام مجموعهٔ تلویزیونی ایرانی به 
کارگردانی محمدحسین لطیفی، نویسندگی حامد عنقا با طرح اولیهٔ سید سعید رحمانی،  و تهیه‌کنندگی محسن علی اکبری است که در شهریور (رمضان) ۱۳۸۸ از شبکهٔ ۱ سیما پخش شد.

## خلاصهٔ داستان
نردبام آسمان، زندگی غیاث‌الدین جمشید کاشانی، اخترشناس و ریاضی‌دان ایرانی را از زادروزش تا کشته‌شدنش را بازگویی می‌کند. او پسر مسعود طبیب است که به شدت بازیگوش و کنجکاو است در یکی از روزها با شیخ کاشان مجادله‌ای می‌کند که سبب می‌شود اهالی شهر وی را تعقیب کنند. او اتفاقی وارد گاری مالیات می‌شود و سپس به دست صفدر طرار می‌افتد و با زندگی واقعی دزدان آشنا می‌شود چند سال بعد اولین اثرش سلم السما را می‌نویسد و با قاضی زاده رومی ملاقات می‌کند همچنین مادرش می‌میرد و او به جرم همدستی با دزدان توسط داروغه کاشان دستگیر می‌شود. در یکی از روزها جادوگری به همراه دخترش آی بانو به کاشان می‌آید و خواستار دیدار با جمشید می‌شود حاکم کاشان هم با کلی اصرار راضی به دیدار آن دو می‌شود سپس آن جادوگر با حیله و کلک جمشید را آزاد می‌کند جمشید عاشق دختر جادوگر آی بانو می‌شود ولی در دام نقشه‌های جادوگر که با داروغه کاشان همدست است می‌افتد پسر حاکم که مهربان نام دارد طی یک توطئه نزدیک بود کشته شود که با رسیدن حاکم کاشان این توطئه شکست می‌خورد جمشید با دختر خوانده ی خواهرش ویس ازدواج می‌کند و چند سال بعد کسوف را پیش‌بینی می‌کند او همراه پسرش، ویس، خواهرزاده اش معین الدین و مهربان راهی سمرقند می‌شود تا با الغ بیگ دیدار کند او به زودی مورد علاقه الغ بیگ قرار می‌گیرد و این سبب حسودی همسر الغ بیگ می‌شود او رصدخانه سمرقند را با همکاری الغ بیگ می‌سازد یکی از قبایل به الغ بیگ باج نمی‌پرداخت که با محاسبات جمشید مجبور به پرداخت باج شد یکی از رئیس‌های آن قبیله هوشمند کینه جمشید را به دل گرفت و خواست از او انتقام بگیرد. آی بانو برای قتل جمشید راهی می‌شود ولی جمشید دل او را بدست می‌آورد و او یکی از یاران جمشید می‌شود همسر جمشید ویس می‌میرد در یکی از روزها کاروانی از یک کشور اروپایی به سمرقند می‌آید و خانواده ای که در آن است مورد توجه الغ بیگ قرار می‌گیرند و معلوم می‌شود آی بانو به زبان آن‌ها آشنایی دارد و الغ بیگ از آی بانو می‌خواهد زبان آن‌ها را به او یاد بدهد و همسر الغ بیگ با همکاری وزیرش طرخان با هوشمند و قبیله اش متحد می‌شوند که جمشید را از سر راه بردارند جمشید یک کسوف دیگر را پیش‌بینی می‌کند بعد کسوف مورد محاکمه دینی قرار می‌گیرد او کم‌کم داشت کافر شمرده می‌شد که با آمدن صفدر ورق برگشت. هوشمند و طرخان به الغ بیگ می‌گویند جمشید قصد قتل شما را داشته و از طریق آی بانو می‌خواسته به این قصد برسد جمشید جیب یک درجه را محاسبه می‌کند و می‌خواهد راهی کاخ الغ بیگ شود که برادر زن الغ بیگ و طرخان با سربازها بر سر او می‌ریزند و او را در رمضان سال ۸۳۲ می‌کُشند.

## بازیگران
- وحید جلیلوند در نقش جمشید
- برزو ارجمند در نقش معین‌الدین
- انوشیروان ارجمند در نقش عبدالغفور سجری (ستاره‌شناس و فالگیر)
- رحیم نوروزی در نقش الغ‌بیگ پادشاه تيموری
- ویشکا آسایش آی‌بانو دختر عبدالغفور سجزی
- داریوش کاردان در نقش مسعودِ پزشک، پدر جمشید
- شبنم قلی‌خانی در نقش ویس همسر جمشید
- سارا خوئینی‌ها اُلجای‌بیگی همسر الغ‌بيگ
- فرهاد قائمیان ترخان وزير
- حسن پورشیرازی در نقش صفدر
- سیامک احصایی
- جمشید جهانزاده در نقش یوسف حلاج
- سیاوش چراغی‌پور در نقش خواجه علاالدين قوشچی
- محمدرضا داوودنژاد پاسبان کاشان
- محسن زهتاب
- حسین سلیمانی در نقش عبداللطيف پسر الغ‌بيگ
- بهرنگ علوی در نقش قاضی‌زاده رومی
- ماه‌چهره خلیلی در نقش خاتون، همسر فرمانروای کاشان
- نعیمه نظام‌دوست همدمِ خاتون
- مهدی فقیه
- مجید یاسر مهربان پسر فرمانروای كاشان
- زهرا سعیدی در نقش مادر جمشید
- حسین معلومی فرمانروای كاشان
- ملیحه نیکجومند مادربزرگ جمشید
- صدرالدین حجازی قباد راهزن
- علیرضا کمالی در نقش  سید علی آهنگر داماد جمشید
- نورمحمد ذوالفقاری در نقش دستیار سیدعلی در آهنگری
- محمدهادی قمیشی آخوند كاشان

## قسمت‌ها
| شم. کلی | شم. در فصل | عنوان                                     | کارگردان  | Teleplay by | تاریخ پخش اصلی |
| --- | ---------- | ----------------------------------------- | --------- | ----------- | -------------- |
| 1 | 1          | «گریز از نابودگاه»                        | اعلان‌نشده | اعلان‌نشده   | اعلان‌نشده      |
| در رویداد کشتار اصفهان سپاه تیمور به این شهر می‌تازد و بی‌رحمانه شهر را به خاک و خون می‌کشد سید علی در حالیکه فرزندش در آغوش است تیر می‌خورد و به کمک دوستش به کاشان می‌رود. آنها خانه پزشک را در کاشان می‌یابند ولی پزشک در حال انجام سزارین بر روی همسر خود است. سید علی بردباری می‌کند تا کار سزارین پایان یابد و نوبت به او برسد. پزشک هم سید علی و هم همسر خود را از چنگال مرگ می‌رهاند. |            |                                           |           |             |                |
| 2 | 2          | «جمشید بازیگوش»                           | اعلان‌نشده | اعلان‌نشده   | اعلان‌نشده      |
| جمشید بسیار بازیگوش است و در مکتب آموزگار خود را می‌آزارد. او در مکتب و خانه هر جوره گوشمالی می‌شود ولی بازیگوشی‌هایش پایانی ندارد. سید علی که سال‌ها پیش به‌دست پزشک کاشانی (پدر جمشید) درمان شده بود اکنون داماد این پزشک شده و فرزندش معین هم‌بازی جمشید شده است. بازیگوشی جمشید کار دستش می‌دهد و پدرش او را از مکتب در آورده و به آهنگری سید علی می‌سپارد ولی او آنجا هم دسته‌گل به آب می‌دهد و کارگاه را به آتش می‌کشد. جمشید برای پاسخ گفتن به کنجکاوی‌اش درباره ته کاریز تاریک، معین را با ریسمان به ته چاه می‌فرستد ولی ریسمان پاره می‌شود و داستانی دگر از بازیگوشی آغاز می‌شود... پس از چند روز جمشید پای سخنان یک آخوند چیزهایی می‌پرسد که خشم آخوند را برمی‌انگیزد. او فریاد می‌زند که شیطان بر روان این کودک فرود آمده و اینگونه جمشید می‌گریزد و مردم به دنبال او می‌افتند. |            |                                           |           |             |                |
| 3 | 3          | «عیاران»                                  | اعلان‌نشده | اعلان‌نشده   | ۲۶ آوریل ۲۰۱۷  |
| جمشید در هنگام گریز به گاری باج‌ستانی پاسبان‌ها می‌رسد و در آن پنهان می‌شود و به سفارش معین برای پیاده شدن هم گوش نمی‌کند. گاری‌ها به راه می‌افتند ولی در راه ، گرفتار راهزنان می‌شوند و اینگونه جمشید خود را در میان مشتی دزد می‌بیند. مسعودِ پزشک در به در دنبال جمشید می‌گردد ولی نمی‌یابدش تا اینکه معین زبان باز می‌کند و آنچه رخ اد را برایشان می‌گوید. پدر جمشید نزد پاسبان و مادر جمشید نزد خاتون همسر فرمانروای کاشان می‌رود تا کمکی دریافت کند. جمشید در میان راهزنان پی می‌برد که اینان شماری عیار هستند که آنچه دزدیده‌اند را به تهی‌دستان می‌دهند. سرکرده عیاران (صفدر) هم می‌گوید به زودی جمشید را به پدرش خواهد رساند. در همین گیر و دار پاسبان‌ها در بیابان نشانی از صفدر عیار می‌یابند و به پایگاهشان می‌تازند. |            |                                           |           |             |                |
| 4 | 4          | «دادرسی جمشید و صفدر»                     | اعلان‌نشده | اعلان‌نشده   | اعلان‌نشده      |
| پاسبان در پایگاه صفدر ، جمشید را گروگان می‌کیرد و اینگونه صفدر را وادار می‌کند که دست از ایستادگی بردارد. صفدر در زندان شکنجه می‌شود ولی نمی‌پذیرد که صفدر است. او را در میان بازار کاشان می‌خواهند دار بزنند. جمشید با همه کودکی‌اش بالای دیواری می‌رود و در کنار برشمردن مردانگی‌های صفدر مردم را برمی‌انگیزد که صفد را از چنگال پاسبان‌ها برهانند. همهمه‌ای بر پا می‌شود و مردان صفدر در رهاندن او کامیاب می‌شوند. جمشید که پس از برانگیختن مردم دستگیر شده بود در پیشگاه فرمانروای شهر دادرسی می‌شود. فرمانده پاسبان‌ها (علیرضا داوو نژاد) و آخوند بر کیفر دیدن جمشید پافشاری می‌کنند ولی همسر فرمانروا از جمشید هواداری می‌کند و دیدگاه فرمانروا را دیگرگون می‌نماید. سال‌ها می‌گذرد جمشید ستاره‌شناس شده و معین (برزو ارجمند) نزد مسعود پزشک شاگردی می‌کند. جمشید هنوز همسری برنگزیده و این کار گلایه مادرش را در پی می‌دارد. |            |                                           |           |             |                |
| 5 | 5          | «وبا و نماز باران»                        | اعلان‌نشده | اعلان‌نشده   | اعلان‌نشده      |
| مردی ناشناس به مغازه جمشید در می‌آید و چیزهایی می‌پرسد که کنجکاوی جمشید را درباره کیستی‌اش برمی‌انگیزد با گپ و گفتی که میان این دو در می‌گیرد جمشید در می‌یابد که او قاضی‌زاده رومی است. صفدر یکی از یارانش را به دنبال جمشید می‌فرستد تا برای درمان مردان صفدر که گرفتار تبی همه‌گیر شده‌اند بشتابد. جمشید معین را بر می‌دارد و به پایگاه صفدر در دل بیابان می‌رود. یاران صفدر جوری بیمارند که معین می‌گوید نگرانم که خدای نکرده این بیماره نه مطبقه (حصبه) که وبا باشد. معین دستور می‌دهد پوشاک یاران صفدر سوزانده شود پس آتش بزرگی پدید می‌آید که فرمانده پاسبان‌ها که در حال قمار با یکی از راهزنان بیابان به نام قباد است، از فرسنگ‌ها دورتر روشنایی آنرا می‌بیند. پاسبان به پایگاه صفدر می‌تازد و پس از نبردی سخت معین و جمشید می‌گریزند. جمشید راست به دنبال پدر می‌رود تا گمان معین درباره وبا بودن بیماری را به گوش پدر برساند ولی پدر در خانه نیست و به جمشید گفته می‌شود که پدرش برای درمان مهربان پسر خاتون به کاخ رفته‌است. جمشید هم به کاخ می‌رود و در آنجا پدر خود را می‌یابد. در همین آن فرمانده پاسبان‌ها هم می‌رسد و در پیشگاه فرمانروا جمشید را به همراهی با دزدان بدنام می‌کند. مسعود پزشک به فرمانروا می‌گوید اکنون مردم نیازمند مایند پس از پایان همه‌گیری ما را کیفر کنید سپس به جمشید می‌گوید اکنون کاری از ما ساخته نیست پس باید مردم به برای خواندن نماز باران گرد آورید تا بارش چاه‌ها و کاریزها را شستشو دهد و از بیماری‌ها پاک کند. جمشید به‌دنبال یافتن پیش‌نماز، سراغ یکی از بزرگان کاشان می‌رود ولی همو جمشید را نزد صفدر می‌فرستد. صفدر خود را کمتر از آن می‌داند که پیش‌نماز شهر شود ولی با پافشاری جمشید می‌پذیرد. سپس جارچی‌ها در کوی و برزن راه می‌افتند و برپایی نماز را به آگاهی همگان می‌رسانند. |            |                                           |           |             |                |
| 6 | 6          | «جمشید در زندان و رسیدن عبدالغفور فالگیر» | اعلان‌نشده | اعلان‌نشده   | اعلان‌نشده      |
| پاسبان و فرمانروا دل خوشی از نمازگزاران ندارند و بر آن می‌شوند که بیازارندشان. پس از نماز که در میان بیابان بر پا شد سربازان به سوی مردم تاختند و آنها نیز گریختند. در میانه این هیاهو ویس خود را به جمشید می‌رساند که مادرت بدحال است و باید خود را برسانی. جمشید به خانه می‌رود و مادر را در واپسین دم‌ و بازدم‌های زندگی‌اش می‌یابد. مادر می‌میرد و هنگام خاکسپاری‌اش فرمانده پاسبان‌ها برای دستگیری جمشید می‌رسد. در همین هنگام بارش باران شادمانی مردم را در پی می‌دارد. پاسبان در زندان به جمشید می‌گوید اگر جای صفدر را به ما بگویی کیفرت سبک‌تر خواهد شد. معین در دل بیابان به پایگاه صفدر می‌رود ولی او را نمی‌یابد. یاران صفدر به معین می‌گویند پس از بارش باران صفدر به گوشه‌ای رفته راز و نیاز می‌کند. معین صفدر را در بیابان می‌یابد و به زبان بی‌زبانی از او میخواهد که خود را به پاسبان تحویل دهد تا جمشید را دار نزنند. مهربان پسر فرمانروا در زندان به دیدار جمشید می‌رود. سید علی در آهنگری‌اش به ماهر می‌گوید بر آن شده تا شبانه به زندان بزند و جمشید را برهاند. به شادی رسیدن عبدالغفور سجزی مهمانی‌ای در کاخ فرمانروای کاشان برگزار می‌شود . ویس نگران جمشید است و از همین رو به بستر بیماری می‌افتد. |            |                                           |           |             |                |
| 7 | 7          | «ترفندی برای رهاندن جمشید»                | اعلان‌نشده | اعلان‌نشده   | اعلان‌نشده      |
| همزمان با راه افتادن سید علی به سوی زندان کاخ برای رهاندن جمشید، عبدالغفور سجزی هم از فرمانروا خواهش می‌کند که بگذارد با جمشید گفتگو کند. پس جمشید را از زندان به مهمانی می‌آورند و هنگامی که سید علی به زندان می‌رسد جمشید را نمی‌یابد. در همین هنگام نگهبانان به دنبال سید علی می‌افتند و از آن سو میهمانان آگاه می‌شوند که مردی برای رهاندن جمشید به زندان رخنه کرده و اینگونه همهمه‌ای برپا می‌شود. نگهبانان جمشید را از نزد عبدالغفور برمی‌دارند و به زندان برمی‌گردانند. در خانه مسعود، ویس از نگرانی جمشید به‌سختی بیمار شده‌است. در کاخ آی‌بانو برای رهاندن جمشید به زندان می‌رود ولی جمشید که این کار را تله پاسبان می‌پندارد از گریختن خودداری می‌کند. همدمِ خاتون پیغامی از سوی خاتون برای مسعود پزشک می‌آورد که اگر فرمانروا برای درمان کسی فرمان داد که به کاخ بیایید هرگز نپذیرید و از هیچ نترسید. عبدالغفور برای فرمانروا فال می‌گیرد که در همین هنگام معین به کاخ می‌رسد و فرمانروا را از گوشه‌گیری صفدر می‌آگاهاند و می‌گوید گروه صفدر تیغ در نیام کرده و این کار فراورده کوشش جمشید است. در همین هنگام مردی می‌آید و از درد ناگهانی‌ای که بر آی‌بانو چیره شده می‌گوید پس عبدالغفور از نزد فرمانروا به سوی دخترش می‌رود. فرمانروا دستور می‌دهد که مسعود را فرا بخوانند ولی مسعود نمی‌پذیرد و می‌گوید بیمار را نزدم بیاورید . عبدالغفور نگران است که نکند مسعود چون پسرش در بند فرمانرواست، از آی‌بانو کین بستاند. پس از فرمانروا می‌خواهد که جمشید را نیز همراه آی‌بانو به خانه مسعود بفرستد و فرمانروا هم با ناخشنودی می‌پذیرد. سرانجام جمشید همراه عبدالغفور به خانه برمی‌گردد و خانواده‌اش را شاد می‌کند. اینجا عبدالغفور و جمشید به گفتگو می‌نشینند و پس از اندکی آی‌بانو هم به آنها می‌پیوندد. با رفتن عبدالغفور گفتگوی آی‌بانو و جمشید خودمانی می‌شود و همین، ناخشنوی و اندوه ویس را در پی می‌دارد.                                                                         |            |                                           |           |             |                |
| 8 | 8          | «دلشکستگی ویس»                            | اعلان‌نشده | اعلان‌نشده   | اعلان‌نشده      |
| ۸ جمشید در خانه نیست و هر چه می‌گردند پیدایش نمی‌کنند. عبدالغفور می‌گوید نگران نباشید من می‌دانم کجاست پس به آرامگاه مادر جمشید می‌روند و می‌یابندش. آنجا عبدالغفور دست به جادو و فال می‌زند و جمشید ناگهان صدای مادرش را می‌شنود و از هوش می‌رود. هنگام روز همین که به هوش می‌آید سراغ عبدالغفور و دخترش را می‌گیرد این کارش باز هم به ناخشنودی و اندوه ویس می‌انجامد. عبدالغفور نزد فرمانروا از خوبی‌های مسعود پزشک و جمشید سخن می‌راند و می‌گوید اگر هم جمشید کار نادرستی کرده از جوانی‌اش بوده همچنین می‌گوید برای یافتن بخت فرخنده و زمان درخور برای بردن مهربان به بیابان به کمک جمشید نیازمندم. جمشید کاری شگفت می‌کند و به دختری که نامش رویش است (ویس) می‌گوید برو به آی‌بانو بگو که دوستش دارم. ویس، خورشید (نامادری ویس که خواهر جمشید است) را از این گستاخی جمشید آگاه می‌کند خورشید هم با خشم بسیار دادوفریاد راه می‌اندازد. با دیدن این همهمه ، به آی‌بانو برمی‌خورد و از پدرش می‌خواهد که از خانه مسعود برویم. جمشید از این همهمه می‌گریزد و به بیابان می‌رود تا شبانه نمازی بگذارد و آرامشی یابد. فردا به کاخ می‌رود و به عبدالغفور می‌گوید که آی‌بانو را می‌خواهد عبدالغفور هم می‌گوید خود آی‌بانو باید پاسخ دهد. ولی اکنون دل او از جور تو زخمی شده و شکسته‌است. LineColor = A62325 |            |                                           |           |             |                |
| 9 | 9          | «لو رفتن عبدالغفور و رسیدن ویس به جمشید»  | اعلان‌نشده | اعلان‌نشده   | اعلان‌نشده      |
| پاسبان از عبدالغفور می‌پرسد آیا می‌توانیم بر پایه سپردن بخشی از کار به جمشید، برنامه خود (رساندن پاسبان به تخت مهربان) را پیش ببریم؟ عبدالغفور پاسخ می‌دهد با این مهری که جمشید به دخترم دارد هر کاری از او بخواهیم نه نمی‌آورد. آی‌بانو به جمشید می‌گوید گله من از تو اینستکه که چرا راز دلت را به خودم نگفتی؟ اکنون نزد پدرم برو که زمان آزمون فرا رسیده و اگر سربلند بیرون آیی می‌توانی مرا به همسری بگیری. عبدالغفور به جمشید می‌گوید آنگاه که زمان گذر دو ستاره از کنار هم فرا برسد تویی که باید مهربان را به بیابان در برخوردگاه آن دو ستاره ببری. عبدالغفور در یک نشست درباری روان تیمور را پیش دیدگان فرمانرو می‌آورد. جمشید برای بدرود گفتن به خانه می‌رود ولی در خانه چیزی جز گله‌مندی نمی‌یابد. جمشید ، مهربان را برمی‌دارد و ناشناس به دل بیابان می‌زنند تا به جایی که برخوردگاه دو ستاره است می‌رسند ولی آنجا با عبدالغفور و پاسبان رویارو می‌شوند که خواست‌شان کشتن مهربان و جمشید و سپس انداختن گناه به گردن جمشید است. ناگهان فرمانروا می‌رسد و عبدالغفور را دستگیر می‌کند. پاسبان هم می‌گریزد. آی‌بانو هم فردایش سوار اسب می‌گریزد و از پیش دیدگان صفدر می‌گذرد. و اینگونه جمشید بر سر خرد می‌آید و با شادمانی ویس را به همسری می‌گیرد |            |                                           |           |             |                |
| 10 | 10         | «بازگشت پاسبان کینه‌ای»                    | اعلان‌نشده | اعلان‌نشده   | اعلان‌نشده      |
| سال‌ها می‌گذرد فرزند جمشید و ویس که نامش محمود است ۱۰ ساله شده‌است. جمشید یک ماه‌گرفتگی را پیش‌بینی می‌کند که برخی نامش را جادوگری می‌گذارند. اسکندرسلطان فرمانروای تیموری شیراز به کاشان آمده تا ببیند پیشبینی جمشید درست درمی‌آید یا خیر تا اگر درست در آمد او را با خود به شیراز ببرد. ولی فرستاده امیرزاده الغ‌بیگ نیز از سمرقند می‌رسد و جمشید را به آن فرهنگ‌شهر نامی برامی‌خواند. فرمانروای کاشان درمانده می‌شود که جمشید را به کدام‌شان بسپارد. آخوند کاشان هنگام سخنرانی به جمشید تکه می‌اندازد که در کار خدا دست‌اندازی می‌کند. همه ناگهان به مسعود پزشک می‌نگرند. آخوند بارها تکه می‌اندازد و مسعود ناچار می‌شود از این نشست برود ولی در کوی و برزن هم دست از سرش بر نمی‌دارند. با درست درآمدن پیش‌بینی جمشید، او ناچار می‌شود به سوی فرستادگان امیرزاده الغ‌بیگ در نزدیکی کاشان رود تا رهسپار سمرقند شود. پدر ، خواهر و مادربزرگ جمشید با گریه و زاری بدرقه‌اش می‌کنند. در بیابان کاشان گروه پیش از اینکه به فرستادگان الغ‌بیگ برسند، جمشید از گروه جدا می‌شود تا برود و به صفدر بدرود بگوید. جمشید پس از دیدار با صفدر به کاروانسرا خرابه می‌رود و فرستادگان را می‌یابد ولی گروه او به کاروانسرا نرسیده‌اند. پس همگی در تاریکی شب به دنبل گروه می‌گردند تا اینکه آنها رو گرفتار در دستان پاسبان پیشین کاشان که اکنون پاسبان شیراز است می‌یابند. خواست پاسبان کینجویی‌ست چرا که هر چه او رشت را جمشید پنبه کرده‌بود. او تیغ بر گردن محمود گذاشته ولی جمشید خواهش می‌کند که به جای محمود مرا بگیر. در همین آن ماه‌می‌گیرد و سربازان پاسبان فریاد بر می‌آورند که ماه گرفته و باید از این جادوگر بگریزیم. در یک آن فرستاده الغ‌بیگ تیری به گردن پاسبان می‌زند و می‌کشدش و اینگونه یاران پاسبان می‌گریزند. گروه جمشید زنده‌اند ولی فرزند جمشید که در شکم مادر بوده، افتاده‌است. |            |                                           |           |             |                |
| 11 | 11         | «رسیدن به سمرقند و آیین خوشامدگویی»       | اعلان‌نشده | اعلان‌نشده   | اعلان‌نشده      |
| کاروان جمشید به سمرقند می‌رسد. الغ‌بیگ می‌خواهد به پیشباز برود ولی همسرش اُلجای‌بانو نمی‌گذارد. پس چند تن از بزرگان مانند ترخان وزیر، خواجه علاالدین قوشچی، قاضی‌زاده رومی و یوسف حلاج این مهم را بر دوش می‌گیرند. آئین آشنایی در کاخ برگزار می‌شود. تکه انداختن‌های اُلجای‌بانو در همان آئین آشنایی آغاز می‌شود. پیک، ترخان وزیر را از شورش یک تبار هنگام ستاندن باج می‌آگاهاند. جمشید یک پرسش ریاضی را در همان نشست آشنایی پاسخ می‌گوید و نادرستی پاسخ امیرزاده الغ‌بیگ نمایان می‌کند. شورش در برابر ستاندن باج و تهی بودن گنجینه برای آراستن سپاه، الغ‌بیگ را دغدغه‌مند کرده‌است. |            |                                           |           |             |                |
| 12 | 12         | «رویگردانی الغ‌بیگ و همسرش از جمشید»       | اعلان‌نشده | اعلان‌نشده   | اعلان‌نشده      |
| الغ‌بیگ در نشست رایزنی دست‌اندرکاران درباره سرکوب شورش هست که جمشید به دیدنش می‌آید ولی الغ‌بیگ نمی‌پذیردش. جمشید کمی ناخشنود می‌شود. سپس به دیدار قاضی‌زاده رومی در مدرسه الغ‌بیگ می‌رود. معین ریشه این روی‌گردانی الغ‌بیگ را کارهای جمشید و نگه نداشتن ادب درباری می‌داند. جمشید به کلاس قاضی‌زاده رومی می‌رود و با این استاد در نزد شاگردانش هم‌سخن می‌شود. سپس همراه قاضی‌زاده نزد یوسف حلاج و خواجه علاالدین قوشچی می‌روند که بر روی یک ساختمان در حال ساخت کار می‌کنند. همین هنگام پیکی می‌رسد و می‌گوید الجای‌بیگی همسر الغ‌بیگ شما گرامیان را برای بازدید جایی که می‌خواهند رصدخانه بسازند فراخوانده‌است. قاضی‌زاده خرده می‌‌گیرد که پس جمشید چه؟ ولی گویا جمشید فراخوانده نشده‌است. ناگهان پیر مردی ناشناس پیش می‌آید و درود می‌گوید جمشید از کیستی‌اش می‌پرسد و آنگاه که پی می‌برد پیرمرد سیف‌الدین نخشبی‌ست در آغوش می‌کشدش. معین و جمشید برای سفارش ساخت یک ابزار ستاره‌شناسی به آهنگری می‌روند. سپس به خانه تازه‌شان در بیرون از کاخ می‌روند و در کنار رفت‌وروب به چیدن باروبنه می‌پردازند. ترخان وزیر درباره کوچ‌کشی جمشید به بیرون از کاخ می‌پرسد و جمشید هم از وقت نداشتن امیرزاده می‌گوید پس ماندن در کاخ را بی‌سود می‌پندارد. قاضی‌زاده رومی به خانه جمشید می‌آید و می‌گوید نوشتارت (مفتاح الحساب) را به الغ‌بیگ دادم سپس می‌پرسد به دیدار سیف‌الدین نخشبی رفته بودی! جمشید می‌گوید آری برای برداشتن کتاب كشف المراد علامه حلی رفته‌بودم. که نوشتاری است درباره یکی از کتاب‌های خواجه نصیرالدین توسی الغ‌بیگ با شور نوشتار جمشید را می‌خواند که خواجه علاالدین قوشچی می‌آید و خواست قاضی‌زاده رومی برای دیدار الغ‌بیگ را بازگو می‌کند. الغ‌بیگ نزد قاضی‌زاده رومی می‌رود. قاضی‌زاده رومی می‌گوید از دید جمشید برای درد شورش درمانی به جز جنگ هم داریم... |            |                                           |           |             |                |
| ١٣ | ١٣         | «تلاش برای برگزیدن جای ساخت رصدخانه»      | اعلان‌نشده | اعلان‌نشده   | اعلان‌نشده      |
| ترخان وزیر با الجای‌بیگی درباره رخنه جمشید به دل الغ‌بیگ گفتگو می‌کند این دو نگرانند که چرا و چگونه جمشید توانسته از سرکوب پیشگیری کند و هزینه آن را ویژه ساخت رصدخانه کند. در نشستی که میان الغ‌بیگ و شورشگران برگزار شد باج آنها بر پایه یک منطق اندازه‌گیری شد. هرچند با ناخشنودی ولی سرانجام شورشگران پذیرفتند و سخن جمشید داور میان آنها و الغ‌بیگ گردید. سیف‌الدین نخشبی در کنار آفرین‌گویی به جمشید به او هشدار می‌دهد که در نزد امیران رشک‌ورزی بسیار است و باید خود را بپاید. ویس که از همان آغاز سفر بیمار بود هنوز خوب نشده‌است. جمشید را به بازدید جایی که می‌خواهند رصدخانه را بسازند می‌برند. الغ‌بیگ که رصدخانه مراغه را از دوره بچگی‌اش به یاد دارد می‌خواهد این رصدخانه هم به استواری همان یکی باشد ولی جمشید جایی که برای ساخت رصدخانه برگزیده شده را درخور نمی‌بیند. بازیگوشی‌های عبدالطیف پسر نوجوان الغ‌بیگ کار دستش می‌دهد و یک کژدم می‌گزدش. معین درمانش می‌کند و اینگونه در دل درباریان جای می‌گیرد شورشگران در نشستی از کینه جمشید سخن می‌گویند سرکرده شورشگران از آنهایی که در نشست گوش به سخنانش می‌دهند می‌خواهد که یکی‌شان از خود گذشتگی کند و برای کشتن پیشگام شود ناگهان زنی دست بالا می‌برد. |            |                                           |           |             |                |
| ١٤ | ١٤         | «تکاپوی ساخت رصدخانه و ولگردی عبداللطیف»  | اعلان‌نشده | اعلان‌نشده   | اعلان‌نشده      |
| ترخان وزیر از جمشید می‌خواهد برای شاد کردن الجای‌بیگی رصدخانه را در همان زمینی که او نشان کرده ، بسازد ولی جمشید راه خود را می‌رود. مردِ دادزن در کوی و برزن راه می‌رود و پیشه‌وران را به همکاری فرامی‌خواند. در تپه‌ای که می‌خواهند رصدخانه بسازند مردان بسیار ردیف ایستاده‌اند تا برای همکاری نام‌نویسی کنند. در این میان یک زن هم هست. آی‌بانو برای ستاندن کین پدرش از جمشید به اینجا آمده‌است. عبداللطیف با بی‌ادبی به کلاس می‌آید و با درشتی جمشید رویارو می‌شود. الغ‌بیگ از جمشید می‌خواهد آموزگاری برای عبداللطیف برگزیند. جمشید یکی از شاگردانش به نام حسام را پیشنهاد می‌دهد و الغ‌بیگ هم می‌پذیرد ولی الجای‌بیگی این کار جمشید را خوارداشت می‌شمرد. فردای آن روز در میانه کلاس عبداللطیف آموزگار تازه‌اش را به باد کتک و تازیانه می‌گیرد و می‌گریزاندش. جمشید و معین درباره دلتنگی کاشان گفتگو می‌کنند که حسام را با چهره زخمی می‌یابند و به داروفروشی می‌برندش. آنجا مردم این دو دانشمند را می‌شناسند و چون آنان را ضددین می‌شمرند با سنگ و کلوخ به جانشان می‌افتند و دنبالشان می‌کنند. با شنیدن این رخداد، الغ‌بیگ بسیار خشمگین می‌شود و دست‌اندرکاران پیرامون خود را بازخواست کرده هشدار می‌دهد. شب آنگاه که جمشید در کارگاه رصدخانه سرگرم کار است آی‌بانو به کلبه جمشید در می‌آید تا بکشدش ولی ناکام می‌ماند و در شمشیرزنی از جمشید شکست می‌خورد. |            |                                           |           |             |                |
| ۱۵ | ۱۵         | «مرگ ویس»                                 | اعلان‌نشده | اعلان‌نشده   | اعلان‌نشده      |
| پس از شکست آی‌بانو از جمشید، الغ‌بیگ که برای سرکشی از جایگاه رصدخانه نزد جمشید می‌آمد به کارگاه می‌رسد و درباره اینکه «چه پیوندی‌ست میان پیرامون گِردی و کرانه گِردی؟» سر گفتگو را باز می‌کند که چرا از زمان ارشمیدس تاکنون این پرسش تا این اندازه برجسته است. در کاخ، الجای‌بیگی خشمگین است که چرا الغ‌بیگ بی‌آنکه مرا بیآگاهد نزد جمشید رفته؟ ترخان خاستگاه این کار را «چیره‌دستی جمشید در دلبری و آگاه شدنش از مهر الغ‌بيگ به ستاره‌شناسی» می‌داند. او یکی از کسانی که جمشید را با سنگ‌پراکنی زخمی کرده بود نزد الجای‌بیگی می‌آورد و دستور می‌دهد آزار جمشید باید پی گرفته شود. این مرد که نامش محزون است دم خانه جمشید می‌رود و در می‌زند همین‌که محمود در را می‌گشاید محزون مارهایی را سوی کودک پرت می‌کند. ویس برای رهاندن فرزندش دست به کار می‌شود و مارها را می‌کشد ولی از ترس به بستر بیماری می‌افتد و سرانجام می‌میرد. هنگام خاکسپاری شماری از مردمان خشک‌مغز با زدن برچسب نامسلمانی به خانواده جمشید از خاکسپاریِ ویس در گورستان مسلمان‌ها جلوگیری می‌کنند در همین آن الغ‌بیگ می‌رسد و خشک‌مغزها را می‌تاراند. الغ‌بیگ در کاخ داد و بیداد می‌کند که چرا در کشور من، اینگونه آنهایی که دوست‌شان دارم آزرده می‌شوند؟ ترخان سرچشمه آزار را خشک‌مغزی می‌داند ولی الغ‌بیگ رشک‌ورزی را پررنگ‌تر می‌بیند. |            |                                           |           |             |                |
| ۱۶ | ۱۶         | «آئین کلنگ‌زنی رصدخانه»                    | اعلان‌نشده | اعلان‌نشده   | اعلان‌نشده      |
| جمشیدِ مشکی‌پوش دارد محیطیه را می‌نویسد که قاضی‌زاده رومی به خانه‌اش می‌آید و از او می‌خواهد گوشه‌گیری را کنار بگذارد. فردای آن روز معین در راه آرامگاه از جمشید می‌خواهد اندیشه بازگشت به کاشان را در سر نپروراند. جمشید در کلاس به‌گونه‌ای، با شاگردان بدرود می‌گوید. ناگهان پیرمردی در ته کلاس چیزی می‌پرسد و گفتگویی را آغاز می‌کند. در میانه گفتگو جمشید پی می‌برد که او خوافی است پس برمی‌خیزد و او را در آغوش می‌گیرد. جمشید، محمد خوافی را به کاخ می‌برد و به الغ‌بیگ می‌گوید کلاس‌هایم را به خوافی و ساخت رصدخانه را به قاضی‌زاده می‌سپرم. بگذار به کاشان بازگردم. الغ‌بیگ نمی‌پذیرد و می‌گوید هر چه بخواهی به تو می‌دهم فقط بمان. سرانجام جمشید برای زندگی به کوهک جایگاه ساخت رصدخانه می‌رود و اینگونه می‌پذیرد که بماند. مردی در بازار آی‌بانو را می‌بیند و بابت انجام ندادن کارویژه‌اش از او گله می‌کند. سپس از او می‌خواهد در برنامه‌ریزی‌ای که برای کشتن جمشید شده امشب کمک کند ولی آی‌بانو به جای کمک جمشید را از این برنامه شوم می‌آگاهاند. جمشید از مرگ می‌رهد و آی‌بانو از او می‌خواهد بگذارد در کنارش بماند. آیین کلنگ‌زنی ساخت رصدخانه در زادروز پیامبر با جشن و پایکوبی و شکوه بسیار برگزار می‌شود. |            |                                           |           |             |                |
| ۱۷ | ۱۷         | «بهانه تازه بدخواهان»                     | اعلان‌نشده | اعلان‌نشده   | اعلان‌نشده      |
| هفدهم پس از سال‌ها موهای جمشید سفید شده است. رصدخانه با پشتکار فراوان در حال ساخت می‌باشد و کارش نزدیک به پایان است. این بار جمشید خورشیدگرفتگی‌ای پیش‌بینی می‌کند و باز هم ترس بر پیرامونیان جمشید می‌افتد. گروهی از روی ناگزیری باج به الغ‌بیگ پرداخته بودند با بهانه خورشیدگرفتگی و پیش‌بینی‌اش می‌خواهند کین از جمشید بستانند. یکی بلند می‌شود و می‌گوید تا سیف‌الدین نخشبی پشت جمشید است کاری نمی‌توانیم بکنیم ولی امید ما به آنهاست که در دربار رخنه دارند. سیف‌الدین نخشبی در حال آموزاندن به شاگردان است که شماری از مردم جلوی مدرسه گرد می‌آیند و سر و صدا می‌کنند. الغ‌بیگ دستور می‌دهد که جمشید به پیشگاهم بیاید ولی مردمی که در جلوی رصدخانه گرد آمده‌اند راه رفتن به رصدخانه و بیرون آمدن از آن را بسته‌اند . الغ‌بیگ دستور پراکندن مردم را می‌دهد و اینگونه جمشید به نزد الغ‌بیگ می‌رود و درباره پیشگویی خورشیدگرفتگی به گپ‌وگفت می‌نشینند . جوردانو که از سوی کلیسا به او کیفر مرگ داده‌شده بود همراه خانواده‌اش به سمرقند می‌کوچد. گویا جمشید کمی ایتالیایی بلد است. الجای بیگی رشک می‌ورزد که چرا آوازه جمشید از الغ‌بیگ بیشتر است و جوردانو به خانه جمشید رفته است؟ 1. سیاوش _خوانی #شهادت_خوانی-مانی |            |                                           |           |             |                |
| ۱۸ | ۱۸         | «درست در آمدن پیش‌بینی»                    | اعلان‌نشده | اعلان‌نشده   | اعلان‌نشده      |
| هجدهم جردانو و جمشید به همراه خانواده‌هایشان در بازار سمرقند گردش می‌کنند گویا محمود از دختر جردانو خوشش آمده‌است. در بازار یکی از مردان شورشی به خودمانی شدن جمشید و آی بانو زل می‌زند. جردانو و خانواده به کاخ نزد الغ‌بیگ می‌روند. فردا الغ‌بیگ به رصدخانه به دیدار جردانو می‌رود و درباره سامانه فرمانروایی میهنش از او می‌پرسد. الغ‌بیگ، آی‌بانو را ارج می‌گذارد و همین رشک الجای‌یگی را بر می‌انگیزاند. الجای‌بیگی به ترخان‌وزیر دستور گرد آوردن بزرگان شهر را می‌دهد تا دوباره چوبی لای چرخ جمشید کنند. در این همایش بزرگان بر آن می‌شوند که همه جا از راستی سخن جمشید بگویند تا اگر پیشگویی‌اش درست از کار در نیامد او را بدنام کنند و اگر درست از کار در آمد جادوگر بنامندش. با سروصدای شماری نادان دوباره بازار شهر به هم می‌ریزد در همین آن سیف‌الدین نخشبی می‌رسد و درباره خورشید گرفتگی سخن می‌راند تا آرامشان کند. شماری از مردم هم در نزدیکی رصدخانه گرد آمده‌اند و سروصدا می‌کنند آنها درست بودن پیش‌بینی را هم نشانه بدسرشتی جمشید می‌دانند. شماری از مردان که گویا پیرو دین دیگری هستند و به خورشید و ایزدبانوی میترا ارج بسیار می‌گذارند به دیدن جمشید می‌آیند تا درباره خورشید گرفتگی گفتگو کنند. الغ‌بیگ به رصدخانه می‌رود تا هنگام خورشید گرفتگی در آنجا باشد. خورشید می‌گیرد و مردم هر کدام از ترس به سویی می‌روند . مهمانی در کاخ پس از خورشید گرفتگی برگزار می‌شود ولی جمشید نیامده‌است. |            |                                           |           |             |                |
| ۱۹ | ۱۹         | «آی‌بانو و الغ‌بیگ»                         | اعلان‌نشده | اعلان‌نشده   | اعلان‌نشده      |
| نوزدهم جمشید در جشن کاخ نیست چون سر مزار همسرش رفته و کنار آرامگاهش دراز کشیده و با او گفتگو می‌کند. سراینده‌ای به ستایش الغ‌بیگ می‌پردازد که جمشید از راه می‌رسد او درباره چاپلوسی سراینده به الغ‌بیگ تکه‌ای می‌اندازد. سپس جوردانو و خانواده‌اش با برگردان آی‌بانو هنر نمایش را در پیشگاه الغ‌بیگ پیاده می‌کنند. عبدالطیف که پی به نگاه مهربار محمود به دختر جوردانو برده است می‌آید جلوی محمود می‌نشیند تا نگذارد چشم محمود به دخترک دوخته شود. محمود هم بلند می‌شود و از جشن می‌رود. الغ‌بیگ بالاپوشی به جمشید پیشکش می‌کند جمشید هم ابزاری به نام طبق‌المناطق به امیرزاده می‌دهد. الغ‌بیگ به رصدخانه می‌رود و در آنجا آی بانو را می‌بیند و خواستار هم‌سخنی با او می‌شود تا زبان ترسایان را بیاموزد. در یک نشست پنهانی شبانه دیگر دانشمندان دینی درباره بیشتر شدن ارزش و استواری جمشید نزد مردم سخن می‌گویند. ولی سیف‌الدین نخشبی که این سخنان را نمی‌پسندد بلند می‌شود و از این نشست می‌رود. ترخان با چهره‌ای پوشیده برای بدنام کردن جمشید به بی‌دینی، تلاش می‌کند و با نشان دادن زر به بزرگان می‌خواهد آنها را به آز بیاورد. محمود و دختر جردانو هم‌سخن می‌شوند و با اینکه محمود زبانشان را نمی‌داند ولی دلبستگی فراوانی به این گفتگو نشان می‌دهد و این، خنده آی‌بانو را در پی می‌دارد. آی بانو به الغ‌بیک زبان ترسایی می‌آموزد که ناگهان الجای‌بیگی از راه می‌رسد ولی با اندوه از آنان رویگردان می‌شود و می‌رود و آنگاه الغ‌بیگ گردنبند خود را به آی‌بانو پیشکش می‌کند. محزون در راه رصدخانه به آی‌بانو آسیب می‌زند و بی‌هوشش می‌کند. الغ‌بیگ از درون کاخ سروصدای مردم را می‌شنود و خواستار خواباندن ناآرامی‌ها می‌شود ولی ترخان با بدگویی از جمشید ، الغ‌بیگ را به خویشتن‌داری فرامی‌خواند چراکه شاهرخ‌شاه هم از ناخشنودی مردم و بزرگان آگاه شده و امام جدیری را به سمرقند گسیل داشته‌است. |            |                                           |           |             |                |
| ۲۰ | ۲۰         | «گره خوردن کار جمشید»                     | اعلان‌نشده | اعلان‌نشده   | اعلان‌نشده      |
| بیستم آی‌بانو زخمی به رصدخانه می‌رسد و به جمشید می‌گوید چند گاهی از شهر دور شو. ترخان رسیدن امام جدیری را به آگاهی الغ‌بیگ می‌رساند. الغ‌بیگ آهنگ گپ‌وگفت با امام جدیری را ندارد و می‌خواهد همان کند که دستور اوست. سیِنا همراه آی‌بانو به کاخ می‌رود ولی پس از رفتن آی‌بانو به نزد الغ‌بیگ برای آموزاندن زبان، در راهروهای کاخ گشت و گذار می‌کند و در همین آن عبدالطیف او را دیده و به دنبالش می‌افتد و سرانجام به او دست‌درازی می‌کند سیِنا بسیار می‌گرید ولی به کسی چیزی نمی‌گوید تا اینکه در خانه‌اش خودکشی کرده و نوشته‌ای از خود به جای می‌گذارد. محمود بسیار خشمگین می‌شود و با برداشتن کارد بزرگ آهنگ رفتن به کاخ و کشتن عبدالطیف را می‌کند ولی پدرش جلوی او را می‌گیرد. جوردانو با این رخداد دست خانواده‌اش را می‌گیرد و از شهر سمرقند می‌رود بی آنکه جمشید را بدرود گوید. الغ‌بیگ آنگاه که از این رخداد آگاه می‌شود سیلی به پسرش می‌زند و در برابر پسرش نیز کارد را از کمرش در می‌آورد تا به پدر یورش ببرد ولی با با پادرمیانی بیگی جلوی درگیری گرفته می‌شود محمود از اندوه مرگ سیِنا در بستر بیماری می‌افتد و پس از چند روز در می‌گذرد. و پدر خود را با کوهی از افسردگی رویارو می‌کند. الغ‌بیگ روی این را ندارد که به گورستان برود. تازه باید جمشید را نیز از برنامه پایتخت (شاهرخ‌شاه) بیآگاهد. پس نامه‌ای که دست‌نوشته خود اوست به جمشید می‌رساند: دستور دادیم تا در نشستی که تو و امام جدیری در برابر هم هستید به حق پی ببریم. جمشید و سیف‌الدین نخشبی با هم گفتگو می‌کنند. سیف به جمشید می‌گویند بر آن شده‌اند که مرا به هرات دور برانند. او کمی از خوبی‌های امام جدیری هم، نزد جمشید سخن می‌گوید. الجای‌بیگی از دانشمندان دینی می‌خواهد اکنون بهره خودش در زمین زدن جمشید را انجام داده، آنها نیز تلاش کنند رای امام جدیری را به زیان جمشید بگردانند. جمشید رخت بر تن می‌کند تا به نشست امام جدیری برود. او می‌بیند که شاگردانش اندوهگین نشسته‌اند و کار نمی‌کنند و از این بابت خشمگین می‌شود. |            |                                           |           |             |                |
| ۲۱ | ۲۱         | «دادرسی»                                  | اعلان‌نشده | اعلان‌نشده   | اعلان‌نشده      |
| جمشید در میان همهمه مردم خشمگین به کاخ می‌رود تا با داوری امام جدیری به بدنام‌کردن‌های خشک‌مغزان پاسخ گوید. الغ‌بیگ ناخشنودی خود را از برپایی این نشست بازگو می‌کند و مهر خود به جمشید را پنهان نمی‌دارد. در میانه دادسی صفدر هم به سمرقند می‌رسد و سخنانی در پشتیبانی از جمشید به زبان می‌راند. سرانجام در میان شگفتی خشک‌مغزان امام جدیری رای به مسلمانی جمشید و پاکی سرشتش می‌دهد. |            |                                           |           |             |                |
| ۲۲ | ۲۲         | «پایان کار»                               | اعلان‌نشده | اعلان‌نشده   | اعلان‌نشده      |
| امام جدیری با همراهی جمشید تا دروازه سمرقند می‌رود و سپس جمشید و سمرقند را بدرود می‌گوید. سرکرده تبار آشوقالا به بدگویی جمشید می‌پردازد و با نشان دادن گردنبندی که الغ‌بیگ به آی‌بانو پیشکش کرده بود ادعا می‌کند که آی‌بانو با دادن این گردنبند می‌خواسته دشنه‌ای برای کشتن امیرزاده بخرد. (با این رخداد ساده و باورناپذیر کارگردان تلاش می‌کند کاشته‌شدن تخم بی‌اعتمادی به جمشید را در دل الغ‌بیگ به‌تصویر بکشد) پس از یک گفتگوی خودمانی، صفدر، جمشید را بدرود می‌‌گوید و به کاشان برمی‌گردد. گویا دیدگاه‌های سرکرده تبار آشوقالا بر الغ‌بیگ کارگر افتاده و او گمان می‌کند که جمشید برنامه مرگش را می‌ریزد. ولی برای به‌فرجام رساندن زیج از دور راندن جمشید خودداری می‌کند . روی‌گردانی الغ‌بیگ از جمشید و آی بانو زمینه‌ساز می‌شود تا جمشید به رفتن از سمرقند بیندیشد. قاضی‌زاده رومی و قوشچی از پاسخ گفتن به یک پرسش دانشی ناتوان هستند و سخنان جمشید را درباره امیدواری به پاسخگویی نیز گزاف می‌شمارند. جمشید نماز می‌گذارد و از پروردگار یاری می‌خواهد تا پاسخ پرسش را بتواند بدهد و سرانجام پس از نماز در هنگام خواب پاسخ را می‌یابد و فردایش از پس از چندگاه، از رصدخانه بیرون می‌زند و به گرمابه می‌رود. بیرون رفتن از رصدخانه گمان ترخان را برمی‌انگیزد که شاید جمشید پاسخ را یافته که اینگونه گوشه‌گیری را رها کرده پس بر آن می‌شود که پیش از رفتن جمشید نزد الغ‌بیگ کلکش را بکند چون باور دارد این دیدار می‌تواند بخشودگی جمشید از سوی الغ‌بیگ را در پی داشته‌باشد. ترخان و اُردای سوی رصدخانه به‌راه می‌افتند و پسر از یک درگیری کوتاه جمشید و آی‌بانو را می‌کشند. |            |                                           |           |             |                |